# Adrian Săndulache
Adrian Săndulache (născut la data de 17 iulie 1950) a fost un deputat român în legislatura 1990-1992, ales în județul Galați pe listele partidului FSN.